# Philippe Marçais
Philippe Marçais est un arabisant et homme politique français, né à Alger le 16 mars 1910 et mort à Paris le 31 mai 1984. Directeur de la Médersa de Tlemcen de 1938 à 1945, il est doyen de la Faculté des lettres d'Alger et député de l'Algérie française de 1958 à 1962.

## Biographie
Né à Alger dans une famille d'illustres orientalistes, fils de William Marçais et neveu de Georges Marçais, Philippe Marçais passe une licence de lettres classiques à la Sorbonne et sort diplômé d'arabe de l’École des Langues Orientales. De retour en Algérie, il est nommé professeur à la Médersa de Constantine en 1934 puis fait un bref passage à la Médersa d’Alger avant de prendre en 1938 la direction de la Médersa de Tlemcen comme son père l'avait fait avant lui. Mobilisé, il participe à la Campagne de Tunisie en 1939-1940, puis devient capitaine-interprète de réserve et effectue plusieurs missions dans le Sud algérien. Détaché au CNRS à Paris, il est remplacé en 1945 par Émile Janier à la tête de la Médersa de Tlemcen. Il revient à Alger en 1948 comme chargé de cours à la Faculté des lettres, puis est nommé maître de conférences. Il y soutient en 1952 une thèse sur Le Parler Arabe de Djidjelli et est nommé à la chaire de « Langues et civilisations de l’Afrique du Nord ». En 1957, il est élu par ses pairs doyen de la Faculté des lettres d'Alger. En 1962 après l'indépendance de l’Algérie, il est nommé professeur à Nantes, puis à Rennes dans le berceau familial. En 1964, il prend la chaire d’arabe maghrébin qu'avait occupé son père à l’École des Langues Orientales et est appelé à l'Université de Liège en 1967 à la chaire de « Langues, histoire et institutions du monde » qu'il occupera jusqu'à sa retraite en 1980.
Partisan viscéral de l'Algérie française, il participe aux manifestations qui accompagnent le coup d'État du 13 mai 1958 et rencontre le général de Gaulle qui parvient à le convaincre de s'engager en politique. En novembre de cette année 1958, il est élu de justesse député à l'Assemblée nationale dans la circonscription d'Alger-Banlieue avec 32 % des suffrages exprimés. Dès 1959, estimant avoir été trompé par de Gaulle, il rejoint l'opposition dans le groupe parlementaire « Anciens départements d'Algérie - Unité de la République », où il siégera jusqu'en juillet 1962. Membre de l'Organisation armée secrète (OAS) il fait applaudir avec Jean-Marie Le Pen les généraux putschistes emprisonnés par de Gaulle à l'occasion d'un meeting organisé le 16 novembre 1961 à la Mutualité par le « comité de Vincennes », au cri de « OAS à Paris ! ». Sa radicalisation politique se poursuit à l'indépendance de l'Algérie : il s'associe en 1963 à Jean-Marie Le Pen pour créer la Société d'études et de relations publiques (Serp), une société d'édition phonographique spécialisée dans le chant militaire qui sera condamnée en 1968 pour « apologie de crime de guerre et complicité », puis préside l'Association nationale Tixier-Vignancour, le candidat de l'extrême-droite à l'élection présidentielle de 1965. Il restera proche de Jean-Marie Le Pen jusqu'à la fin de sa vie, ralliant le « comité Le Pen » en soutien à la candidature de ce dernier à l'élection présidentielle de 1981.

## Œuvres
- Le parler arabe de Djidjelli (Nord constantinois, Algérie), Paris, Librairie d'Amérique et d'Orient, Publications de l'Institut d'Études Orientales d'Alger, 1952.
- Textes arabes de Djidjelli, texte, transcription et traduction, Paris, Presses Universitaires de France, 1954.
- Esquisse grammaticale de l'arabe maghrébin, Paris, Librairie d'Amérique et d'Orient, 1977.
- Avec MS.S Hamrouni, Textes d'arabe maghrébin, Paris, Librairie d'Amérique et d'Orient, 1977.
- Textes arabes du Fezzân, texte et traduction, Paris, Droz, 2001.